# 2025年日本聯賽盃
2025年日本聯賽盃（英語：2025 J.League Cup），或因贊助而稱為「2025年山崎麵包日本聯賽盃」（2025 J.League YBC Levain Cup）（日語：2025 JリーグYBCルヴァンカップ），今屆這是第29屆聯賽盃賽事。

## 外部連結
- 官方網站 （页面存档备份，存于）